# 御影池辰雄
御影池辰雄（1892年2月20日—1969年4月17日）出身日本石川县，日本及满洲国政治人物。

## 生平
御影池辰雄1892年生于日本石川县。1917年毕业于东京帝国大学政治科。文官高等试验合格后，他历任神奈川县警视、广岛县学务部长、广岛县图书馆馆长。
1929年，他来到满洲，任関東州厅事務官、内務局学務課長。此后他又改任内務局文書課長。1932年，他到欧美考察。1933年，他出任大連民政署署長。1934年任関东局事務官、警務課長。1936年，他出任关东州厅长官。
满洲国成立后，他任满洲国总务厅参事。1940年，他任满铁理事。他还任昭和制钢所理事、满洲化学工业株式会社取缔役。